# 九州優駿栄城賞
九州優駿栄城賞（きゅうしゅんゆうしゅんえいじょうしょう）は佐賀県競馬組合が佐賀競馬場のダート2000メートルで施行する地方競馬の重賞競走である。正式名称は「農林水産大臣賞典 九州優駿栄城賞」。創設から2000年及び2024年は「栄城賞」、2001年から2023年は「九州ダービー栄城賞」の名称で行われた。
競走名の「栄城」は、佐賀城の別名。

## 概要
佐賀競馬に所属するサラブレッド系3歳（旧4歳）馬の重賞競走として栄城賞の名で1959年に創設。当初は1600メートルでの施行だったが、幾度かの変更を経て1978年からは現在の2000メートルで定着している。佐賀・荒尾・中津の3競馬場間で「九州競馬」として提携が行なわれることになった2000年からは九州競馬の各競馬場所属馬による交流競走となり、更に2004年からは交流地区に四国ブロックが加わり高知競馬場所属馬の出走が可能となった。2001年からそれまでの佐賀ダービーに替わり九州ダービーの冠が加えられ、2023年まで「九州ダービー栄城賞」の名で行われた。
2005年からジャパンダートダービーの指定競走となり、2006年からはダービーWeek（2017年から2023年の名称はダービーシリーズ）の構成競走に組み込またことによりジャパンダートダービーへの前哨戦の一つという位置付けが鮮明になった。2023年をもって終了となったダービーシリーズにおいては初戦で、中央競馬春の祭典とされる日本ダービー当日（概ね5月最終日曜日）に施行されていた。
2017年より九州（佐賀）所属馬限定戦に変更された。
2018年度より佐賀競馬の重賞格付け制度が変更され、S1から重賞となった。
2023年より1着賞金が1000万円から2000万円に増額された。
2024年はダービーシリーズの廃止に伴いレース名称が「栄城賞」に変更されたが、2025年よりレース名称を「九州優駿栄城賞」となる。

### 条件・賞金等（2025年）
出走条件
サラブレッド系3歳　佐賀所属。
- 佐賀皐月賞の2着以上の馬と鯱の門特別の優勝馬に優先出走権がある。

負担重量
定量（56kg、牝馬2kg減）
賞金額
1着2000万円、2着700万円、3着400万円、4着300万円、5着200万円、着外20万円。
副賞
農林水産大臣賞（賞牌）、JBC協会賞、日本地方競馬馬主振興協会会長賞、全国公営競馬主催者協議会会長賞、佐賀県馬主会会長賞、佐賀県競馬組合管理者賞。
レイデオロの配合権利が優勝馬馬主への副賞となっている。
優先出走権付与
2着以上の馬にロータスクラウン賞の優先出走権が付与される。

## 歴代優勝馬
| 回数   | 施行日         | 優勝馬             | 性齢 | 所属 | タイム | 優勝騎手   | 管理調教師 | 馬主          |
| ------ | -------------- | ------------------ | ---- | ---- | ------ | ---------- | ---------- | ------------- |
| 第1回  | 1959年4月5日   | ミスカネヒサ       | 牝3  | 佐賀 |        |            |            |               |
| 第2回  | 1960年4月29日  | ヒウガサクラ       | 牝3  | 佐賀 |        |            |            |               |
| 第3回  | 1961年4月29日  | パールキヤツプ     | 牝3  | 佐賀 |        |            |            |               |
| 第4回  | 1962年4月28日  | ヒウガシント       | 牡3  | 佐賀 |        |            |            |               |
| 第5回  | 1963年4月28日  | ケンシン           | 牡3  | 佐賀 | 1:54.6 | 西村豊     |            |               |
| 第6回  | 1964年5月2日   | ワンピツト         | 牝3  | 佐賀 | 1:54.4 | 松田和要武 |            |               |
| 第7回  | 1965年5月2日   | フエアマイト       | 牡3  | 佐賀 | 1:52.9 | 鐘ヶ江孝晴 |            |               |
| 第8回  | 1966年5月30日  | トサエイカン       | 牡3  | 佐賀 | 1:49.8 | 西村豊     |            |               |
| 第9回  | 1967年4月23日  | ミスダイヤル       | 牝3  | 佐賀 | 1:46.8 | 池田及也   |            |               |
| 第10回 | 1968年5月19日  | ナギサイワイ       | 牡3  | 佐賀 | 2:00.5 | 手島豊     |            |               |
| 第11回 | 1969年5月18日  | フクノコトブキ     | 牡3  | 佐賀 | 2:01.0 | 徳吉義己   |            |               |
| 第12回 | 1970年5月23日  | ギヨクエイ         | 牝3  | 佐賀 | 1:57.9 | 中尾信一   |            |               |
| 第13回 | 1971年5月30日  | カヤヒカリ         | 牝3  | 佐賀 | 1:56.5 | 徳吉義己   |            |               |
| 第14回 | 1972年10月15日 | トシセント         | 牡3  | 佐賀 | 1:55.9 | 下田泰広   |            |               |
| 第15回 | 1973年5月27日  | タイガーフレツシュ | 牡3  | 佐賀 | 1:55.8 | 山下定文   | 蛙川良政   |               |
| 第16回 | 1974年5月26日  | エタンチエリー     | 牝3  | 佐賀 | 1:56.7 | 下田泰広   | 瀬戸山重春 |               |
| 第17回 | 1975年5月25日  | ラツクスキング     | 牡3  | 佐賀 | 1:55.0 | 徳吉義己   | 新原繁     |               |
| 第18回 | 1976年5月30日  | アオバユーキ       | 牝3  | 佐賀 | 1:56.6 | 上川薫     | 新原彦二   |               |
| 第19回 | 1977年5月29日  | フロントスーダン   | 牝3  | 佐賀 | 1:56.6 | 下田泰広   | 神崎       |               |
| 第20回 | 1978年5月28日  | ダイロクホーメイ   | 牡3  | 佐賀 | 2:10.1 | 岩本正清   | 乗冨松次   |               |
| 第21回 | 1979年5月27日  | ハイセイキング     | 牡3  | 佐賀 | 2:09.4 | 東美義     | 山田勇     |               |
| 第22回 | 1980年5月25日  | ミスボレロ         | 牝3  | 佐賀 | 2:08.9 | 上川薫     | 新原彦二   |               |
| 第23回 | 1981年5月31日  | ケイワスタン       | 牝3  | 佐賀 | 2:07.4 | 大垣敏夫   | 原田高一   |               |
| 第24回 | 1982年5月30日  | マツノトウシヨウ   | 牡3  | 佐賀 | 2:09.9 | 山下清     | 松田和要武 |               |
| 第25回 | 1983年5月29日  | チトセボーイ       | 牡3  | 佐賀 | 2:11.4 | 手島勝利   | 新原繁来   |               |
| 第26回 | 1984年5月27日  | ウルトラクマ       | 牡3  | 佐賀 | 2:10.2 | 國平寿一   | 國平澄男   |               |
| 第27回 | 1985年5月26日  | アキナ             | 牡3  | 佐賀 | 2:11.8 | 野元博実   | 中川辰彦   | 手嶋利治      |
| 第28回 | 1986年5月25日  | シラカワチエリー   | 牝3  | 佐賀 | 2:10.9 | 真島元徳   | 井樋榮     | 井上ヨシエ    |
| 第29回 | 1987年5月31日  | アプロード         | 牝3  | 佐賀 | 2:11.9 | 古川哲也   | 池田及也   | 木稲正光      |
| 第30回 | 1988年5月29日  | マリモバーバ       | 牡3  | 佐賀 | 2:12.1 | 北村欣也   | 井樋榮     | 服巻實        |
| 第31回 | 1989年5月21日  | エステイオー       | 牡3  | 佐賀 | 2:08.9 | 三小田幸人 | 池田及也   | 木稲安則      |
| 第32回 | 1990年5月27日  | マルシンランド     | 牝3  | 佐賀 | 2:13.2 | 吉原正和   | 草野巧     | 廣松一義      |
| 第33回 | 1991年5月26日  | ヒロパルダ         | 牝3  | 佐賀 | 2:12.6 | 土井道隆   | 谷口祐治   | 松原寛        |
| 第34回 | 1992年5月31日  | ニシキトウカイ     | 牡3  | 佐賀 | 2:12.0 | 鮫島克也   | 鮫島勉     | 上村實        |
| 第35回 | 1993年5月30日  | ナイスムラマサ     | 牝3  | 佐賀 | 2:11.9 | 三小田幸人 | 池田及也   | 小川初江      |
| 第36回 | 1994年5月29日  | トミシュガー       | 牝3  | 佐賀 | 2:11.2 | 手島勝利   | 手島豊     | 光安敏美      |
| 第37回 | 1995年5月28日  | キングオブザロード | 牡3  | 佐賀 | 2:14.3 | 古川哲也   | 九日俊光   | 伊藤正男      |
| 第38回 | 1996年6月2日   | マツノカラー       | 牡3  | 佐賀 | 2:14.4 | 古川哲也   | 山田勇     | 廣松義則      |
| 第39回 | 1997年6月15日  | スーパーマルゼン   | 牝3  | 佐賀 | 2:20.0 | 吉原正和   | 草野巧     | 倉重博文      |
| 第40回 | 1998年6月21日  | エムサンシャイン   | 牡3  | 佐賀 | 2:13.1 | 川野幸治   | 古賀光範   | 松本平藏      |
| 第41回 | 1999年6月20日  | シゲノキューティー | 牝3  | 佐賀 | 2:12.9 | 真島正徳   | 真島元徳   | 池上壽        |
| 第42回 | 2000年6月25日  | スーパーセタリオン | 牝3  | 佐賀 | 2:12.4 | 真島正徳   | 真島元徳   | 倉重博文      |
| 第43回 | 2001年6月24日  | マイサクセス       | 牡3  | 佐賀 | 2:14.2 | 長田進仁   | 下田泰広   | 重永基典      |
| 第44回 | 2002年6月23日  | カシノオウサマ     | 牡3  | 佐賀 | 2:12.6 | 北村欣也   | 山田勇     | 柏木務        |
| 第45回 | 2003年5月25日  | ザペキンハート     | 牝3  | 佐賀 | 2:15.0 | 吉田順治   | 西岡龍三   | 日浦桂子      |
| 第46回 | 2004年5月23日  | サンアトム         | 牡3  | 佐賀 | 2:15.4 | 原口義史   | 吉田昭     | 竹原孝昭      |
| 第47回 | 2005年5月22日  | ダンシングスキー   | 牡3  | 佐賀 | 2:14.4 | 真島正徳   | 真島元徳   | 高野哲        |
| 第48回 | 2006年6月4日   | ユウワン           | 牡3  | 佐賀 | 2:10.2 | 鮫島克也   | 手島勝利   | 原久美子      |
| 第49回 | 2007年6月3日   | ナンブラッキーワン | 牝3  | 佐賀 | 2:10.6 | 吉田順治   | 河津徳幸   | 南部明則      |
| 第50回 | 2008年6月1日   | オリオンザナイト   | 牡3  | 佐賀 | 2:12.7 | 北村欣也   | 西岡龍三   | 日浦桂子      |
| 第51回 | 2009年5月31日  | ギオンゴールド     | 牝3  | 佐賀 | 2:13.0 | 倉富隆一郎 | 九日俊光   | 原田政幸      |
| 第52回 | 2010年5月30日  | メイオウセイ       | 牡3  | 佐賀 | 2:11.3 | 山口勲     | 三小田幸人 | 重松國建      |
| 第53回 | 2011年6月6日   | コスモノーズアート | 牡3  | 佐賀 | 2:11.3 | 長田進仁   | 土井道隆   | 椛島定武      |
| 第54回 | 2012年6月1日   | エスワンプリンス   | 牡3  | 佐賀 | 2:13.5 | 鮫島克也   | 手島勝利   | 滿岡洋子      |
| 第55回 | 2013年5月31日  | ダイリングローバル | 牡3  | 佐賀 | 2:13.2 | 山口勲     | 東真市     | 廣松一義      |
| 第56回 | 2014年6月1日   | オールラウンド     | 牡3  | 高知 | 2:13.9 | 田中純     | 別府真司   | 山田康文      |
| 第57回 | 2015年5月31日  | キングプライド     | 牡3  | 佐賀 | 2:10.2 | 鮫島克也   | 土井道隆   | 深川一清      |
| 第58回 | 2016年5月29日  | ドンプリムローズ   | 牝3  | 佐賀 | 2:09.6 | 真島正徳   | 真島元徳   | 光安了        |
| 第59回 | 2017年5月28日  | スーパーマックス   | 牡3  | 佐賀 | 2:13:1 | 鮫島克也   | 九日俊光   | 内田勝士      |
| 第60回 | 2018年5月27日  | スーパージェット   | 牡3  | 佐賀 | 2:13:2 | 田中純     | 九日俊光   | （同）JPN技研 |
| 第61回 | 2019年5月26日  | スーパージンガ     | 牝3  | 佐賀 | 2:11.2 | 真島正徳   | 渡辺博文   | 原大栄        |
| 第62回 | 2020年5月31日  | トップレベル       | 牝3  | 佐賀 | 2:10.7 | 兒島真二   | 三小田幸人 | 堤保政        |
| 第63回 | 2021年5月30日  | トゥルスウィー     | 牝3  | 佐賀 | 2:13.4 | 山口勲     | 北村欣也   | （株）本城    |
| 第64回 | 2022年5月29日  | イカニカン         | 牡3  | 佐賀 | 2:14.5 | 竹吉徹     | 真島元徳   | 山下良子      |
| 第65回 | 2023年5月28日  | テクノゴールド     | 牡3  | 佐賀 | 2:14.3 | 和田譲治   | 鮫島克也   | 西村健        |
| 第66回 | 2024年5月26日  | ウルトラノホシ     | 牡3  | 佐賀 | 2:12.6 | 石川倭     | 真島元徳   | 中野香代子    |
| 第67回 | 2025年6月1日   | ムーンオブザエース | 牡3  | 佐賀 | 2:13.2 | 川島拓     | 土井道隆   | 木稲安則      |

- 馬齢は2000年以前も現表記を用いている。